# Run Fatboy Run
Run Fatboy Run è un film del 2007 diretto da David Schwimmer.
Questa pellicola segna l'esordio nella regia di un lungometraggio cinematografico per Schwimmer, più noto come attore, ma che aveva già diretto episodi di serie televisive e film tv.

## Trama
Dennis Doyle sta per sposare Libby, la sua fidanzata incinta, ma poco prima del matrimonio, spaventato, scappa via. Cinque anni dopo lavora come agente di sicurezza in un negozio di biancheria intima femminile a Londra. Viene a sapere che Libby ha cominciato a frequentare Whit. Quest'ultimo entra sempre di più nella vita di Libby e Jake, figlio di Libby e Dennis, per prendere il posto di marito e padre. Per riconquistare Libby, Dennis decide partecipare alla Maratona di Londra (nel film sponsorizzata da Nike).
Gordon, cugino di Libby e amico di Dennis, scommette tutti i suoi soldi in una bisca clandestina che Dennis riuscirà a finire la maratona. Anche Goshdashtidar, il proprietario dell'appartamento affittato da Dennis, scommette su di lui ma se Dennis non riuscirà a completare i 42 chilometri dovrà cercarsi un altro appartamento. I due "allenatori" hanno metodi poco ortodossi per far allenare Dennis (Goshdashtidar sprona il corridore con una spatola).
Pochi giorni prima della corsa, Whit chiede a Libby di sposarlo. Lei accetta e questo getta Dennis in uno stato di depressione. Intanto il piccolo Jake, innamoratosi di una ragazza della sua stessa classe, fugge via quando scopre che questa preferisce un altro. Dennis, avvertito da Libby, si mette a cercarlo e lo trova per primo. Gli spiega che nella vita non può fuggire dai problemi ma deve affrontarli. Jake però gli fa notare che è quello che lui stesso ha fatto, e questo motiva Dennis a partecipare alla maratona.
Sulla linea della partenza a fianco a lui c'è Whit che lo informa della sua intenzione di trasferirsi con Libby e Jake a Chicago. La notizia sconvolge Dennis, che continua a discutere animatamente con Whit sino a che quest'ultimo non provoca un incidente nel quale Dennis ha la peggio. Libby insieme a Jake corre all'ospedale per vedere il suo ex-quasi-marito ma trova solo Whit che in realtà non si è fatto niente. Mentre Jake preme i bottoni per muovere il letto, Whit apostrofa il piccolo come "little shit" davanti a lei, che decide di lasciarlo.
Dennis ha in realtà rifiutato di essere portato in ospedale e continua la maratona con una distorsione alla caviglia, accompagnato da un gruppo di sostenitori tra cui Gordon e Ghoshdastidar.
Più tardi a casa di Whit, Libby, Jake e Whit guardano in tv il replay dell'incidente in cui si vede che in realtà è stato Whit a fare lo sgambetto. Whit cercando di giustificare il suo comportamento dice a Libby e Jake di volersi trasferire a Chicago con loro. Libby furiosa si toglie l'anello dal dito e con Jake va da Dennis. Quest'ultimo cade a terra pochi metri prima della linea di arrivo, ma alla vista dei due ritrova le forze e finisce la maratona.
Qualche settimana dopo Dennis va da Libby per passare il tempo con Jake, e dopo un attimo di esitazione le chiede di uscire insieme. Il film si conclude con Gordon, su una barca in un porto, che racconta la storia della maratona a due ragazze.

## Distribuzione
Il film è uscito nelle sale cinematografiche britanniche il 7 settembre 2007. Il 10 settembre dello stesso anno è stato presentato al Toronto International Film Festival.
In Italia è andato in onda sui canali Mediaset Premium nel novembre 2013.

## Accoglienza

### Incassi
Il film ha incassato in patria oltre 22 milioni di dollari, per un totale a livello internazionale di circa 33 milioni, a fronte di un budget produttivo intorno ai dieci milioni.

### Critica
L'aggregatore di recensioni Rotten Tomatoes definisce il film troppo convenzionale e prevedibile («too formulaic and predictable») e gli assegna una valutazione complessiva di 48%, sulla base di 69 recensioni positive su 143, per un voto medio di 5.5/10.

## Riconoscimenti
Il film è stato candidato come miglior commedia agli Empire Awards 2008.
Schwimmer è stato candidato al Premio Douglas Hickox per il miglior regista esordiente ai British Independent Film Awards 2007.

## Camei
Nel film compaiono in alcuni camei: David Walliams come cliente della pasticceria, Michael Johnson e Denise Lewis come maratoneti e Iddo Goldberg come giornalista.